# Abu Hammu II
Abu-Hammú (II) Mussa ibn Abi-Yaqub Yússuf ibn Abd-ar-Rahman ibn Yahya ibn Yaghmuràssan o, més senzillament, Abu-Hammú II fou emir de la dinastia abdalwadita de Tremissèn o Tlemcen.
Va néixer a Hispània el 1323/1324 i fou educat i criat a la cort de Tlemcen. El seu pare Abu-Yakub Yússuf havia abraçat la vida ascètica i vivia al Marroc a Nedrumah i el 1348 va renunciar al tron que li oferien els seus germans. Aquestos, Abu-Saïd Uthman II i Abu-Thàbit I, oncles d'Abu-Hammu II, foren derrotats pels marínides durant el 1352 i el país va quedar ocupat pels marroquins (ocupació que va durar set anys). Abu Hammu va poder fugir i buscar refugi a la cort hàfsida de Tunis. Al cap d'un temps els hàfsides es van enfrontar amb els marínides, i van posar un exèrcit a disposició d'Abu Hammu, amb el qual va reconquerir Tlemcen on fou proclamat emir el 9 de febrer de 1359 quan tenia 37 anys.
Un contraatac marínida ordenat pel sultà Abu-Sàlim Ibrahim ibn Alí, amb suport del regne de Castella la primavera del 1360, fou efímer. Per fer-li front Abu Hammu va demanar suport a Pere el cerimoniós (abril), que hi va enviar a Mateu Mercer amb quatre galeres, dues catalanes i dues mallorquines, car el Regne de València no va proveir altres dues que s'havien previst. Davant d'Annaba, Mercer fou derrotat per cinc galeres castellanes i portat a Castella, on Pere el Cruel el feu executar. Abu Hammu II va fugir al desert i els marroquins van ocupar Tlemcen (21 de maig). Acompanyava els marínides el príncep hàfsida Abu-l-Abbàs Àhmad que després fou sultà (1370-1394 després de governar a Constantina i a Constantina i Bugia). Abu Hammu va fer un atac de diversió a la zona del Muluya, destruint Guercif, i va assolar la regió de l'Angad; finalment, fustigats, els marínides van haver d'evacuar Tlemcen.
Una vegada retirats els marínides, Abu-Hammu, que tenia el suport de les tribus fidels, va recuperar el control de la ciutat i l'estat. El setembre del 1361 el sultà de Fes, Abu-Sàlim Ibrahim, fou assassinat i l'estat marínida va entrar en conflicte intern i no va poder reaccionar contra els abdalwadites.
Un cosí, Abu-Zayyan Muhàmmad al-Kobbi, fill d'Abu-Saïd Uthman ibn Abu-Yahya Yaghmuràssan, que tenia el suport dels Beni Amer dirigits per Khalid ibn Amer es va revoltar i es va proclamar sultà amb el suport del cap tribal, però ambdós foren derrotats el 1362 es van refugiar amb els Dawuda o Douaouda dirigits pel xeic Yakub ibn Ali i finalment va fugir a Tunis on va poder arribar.
El 1362 va morir el seu pare que s'havia traslladat a Alger; les seves restes foren portades a Tlemcen. El 1364 es va revoltar amb el suport d'algunes tribus de l'est del país, el seu cosí Abu-Zayyan ibn Abi-Taixufín, però no va tenir èxit. Mentre el visir marínida Umar que tenia la tutela del sultà Abu-Zayyan Muhàmmad ibn Alí (1361-1365), va ordenar el 1364 una expedició contra Tlemcen. Abu Hammu II va enviar contra els invasors una columna; els marínides l'esperaven al Muluya, però en un moviment envolupant els va derrotar i els va forçar a retirar-se; no obstant no van tardar a reorganitzar-se i passar a l'atac, derrotant a Abu Hammu II, que fou assetjat llavors a Tlemcen, dirigint el setge el mateix Abu-Zayyan Muhàmmad ibn Alí; Abu Hammu va aconseguir separar dels marínides a les tribus que li havien donat suport i Abu-Zayyan Muhàmmad ibn Alí va haver de retirar-se cap a l'oest; va retornar el 1365/1366 però fou assassinat per Abu-Faris Abd-al-Aziz al-Mústansir ibn Alí que va pujar al tron. El 14 de gener de 1365 Alger va patir un terratrèmol i fou en bona part destruïda.
Vers 1365 Dellys va caure en mans dels hàfsides i l'emir Abu-Abd-Al·lah Muhàmmad (I) al-Mústansir en va donar el govern a Abu-Zayyan però pel camí fou arrestat un temps per l'emir hàfsida de Constantina Abu l-Abbas. El 1366 Abu Hammu va atacar Bugia on governava l'hàfsida Abu-Ishaq Ibrahim. Abu l-Abbas no va sortir de Constantina però va alliberar a Abu-Zayyan al que va donar un petit exèrcit i el va nomenar sultà dels abdalwadites; Abu-Zayyan va atacar el flanc del campament d'Abu Hammu II i va posar em desordre a les seves tropes; els àrabs van fugir. Abu Hammu va haver de fugir igualment deixant el seu harem en mans de l'enemic, podent arribar a Alger des d'on va poder retornar a Tlemcem (final d'agost de 1366). Abu-Zayyan, part principal en la victòria hàfsida, va rebre el repartiment del botí, l'esposa favorita d'Abu-Hammu, de nom Khawla Zabia; a més milers d'homes de les tribus àrabs se li van unir. El 1367 es trobava en disposició d'aspirar al poder; els Thaaliba (Thaaleba) i els Hoseïne (Hocyn) li donaven suport. Abu-Hammu va decidir actuar i al front d'un exèrcit va avançar cap a l'est i per una sèrie d'operacions militars molt ben portades, va posar als rebels en mala situació; llavors va enviar com ambaixador a Muhammad ibn Arif al campament d'Abu-Zayyan amb el qual va signar un tractat pel qual renunciava a tota pretensió al tron i rebia una compensació econòmica i una pensió, havent de retirar-se al territori dels Banu Riyah i el 1368 Abu Zayyan restava al país dels Dawuda (Douaouda), una fracció dels Banu Riyah, amb Ouled Mohamed ibn Siba.
El març de 1368 Abu Hamu II va proposar per carta a Ibn Khaldun, que era a Biskra, ser el seu camarlenc, càrrec que va refusar diplomàticament (proposant al seu lloc al seu germà Yahya ibn Khaldun). Yahya fou nomenat i per les bones relacions amb les tribus va aconseguir el suport de moltes d'elles per Abu Hammu II; Yahya fou llavors nomenat secretari reial; el 1370 finalment Ibn Khaldun fou camarlenc d'Abu Hammu II i fou encarregat de reclutar soldats a Biskra pel sobirà abdalwadita. Això fou mal acollit pels Hoseïn del Titeri, que es van revoltar i van posar al seu front a Abu-Zayan, que restava encara amb els Dawuda o Daouaouïda; els rebels van estendre la seva autoritat fins a Médéa (1371).
El sultà de Fes Abu-Faris Abd-al-Aziz al-Mústansir va envair Tlemcen el 1372. Abu Hammu II li volia fer front però quan va saber que els àrabs Makil l'abandonaven per passar als invasors, va abandonar per tercer cop la capital i els marínides van ocupar Tlemcen i el seu general, Ibn-Razi, va anar a bloquejar les muntanyes de Titeri on Abu-Zayyan es mantenia rebel amb els Hoseïne; la posició dels rebels era molt forta i el general marínida va cridar en ajut als Daouaouïda, per mediació d'Ibn Khaldoun, que va fer portar contingents per bloquejar les muntanyes pel sud i així afeblir a Abu Zayyan. Mentre Abu-Hammu s'havia refugiat amb els Ulad Yahya ibn Sabaa, una fracció dels des Daouaouïda. Abu-Zayyan, que havia agafat el títol de sultà de Titeri, va arribar quasi al mateix temps al país del Ulad Muhammad, cosins dels Ulad Yahya, i fou ben acollit. Però Abu Hammu no podia estar segur entre grups dels Banu Riyah doncs quan es van acostar les forces marínides van expulsar al seu hoste que va haver de fugir cap al sud acompanyat dels Beni Amer; els marínides, guiats pels Daouaouïda, el van perseguir i el van atrapar a Doucène, al Ziban, on el van derrotar de manera que va perdre tot el seu equipament, però després les tribus àrabs que havien demanat al sultà marínida la restitució dels seus territoris no foren satisfetes, i es van passar a Abu Hammu II; sota la direcció d'un cap anomenat Rahlu ibn Masur ibn Yakub els àrabs van anar a assetjar Oudja; els marínides van haver d'enviar un exèrcit des de Tlemcen, que els va rebutjar. El juliol de 1372, els Hoseïne, reduïts a la misèria i la fam pel bloqueig, es van rendir. Però Abu-Zayyan va poder fugir. Poc després, a la notícia de la mort del sultà Abu-Faris, els marínides van abandonar Tlemcen per retornar a Fes i Abu Hammu II es va presentar a la ciutat i fou aclamat pels habitants (desembre de 1372).
El sultà Abu Hammu va demanar a Ahmed ibn Muzni, l'emir de Biskra, i a grups de Douaoudas, de perseguir a Abu Zayyan, i va encarregar a Ibn Khaldun d'arrestar al rebel al Djebel Ghamra. Ibn Khaldoun va marxar amb Uled Yahya ibn Ali ibn Sibaa cap a les muntanyes Ghamra, però el rebel va poder fugir; els Ghamra van informar que Abu Zayyan havia tornat a Ouargla des d'on no va trigar a retornar al Maghreb central. No obstant el seu tradicional Khalid ibn Amer, va haver de fugir amb la seva família cap al desert de Tlemcen; un príncep abdalwadita, Abd-Al·lah, va fer una ràtzia al Djebel Amour va contactar amb un cap dels Beni Amer (Zorba) de nom Abu-Bakr ibn Arif, que s'havia separat de l'aliança amb Abu Zayyan, i va establir una aliança amb ell enviant una delegació a Abu-Zayyan que havia tornat amb els Daouaouïda, que li va demanar anar al lloc on estaven els dos caps per agafar la direcció dels afers (hivern del 1374). El 1374 una epidèmia de fam (causada per la mort dels ramats) va fer que en alguns casos es practiqués el canibalisme. Abu-l-Abbàs Àhmad ibn Ibrahim va pujar al tron de Fes el 1374 i l'agitació al país es va mantenir allunyant el perill per als abdalwadites que es van apoderar dels territoris a l'est del Muluya.
A la primavera del 1375 Khalid ibn Amer havia estat acollit per Salim ibn Ibrahim xeic dels Thaaleba de la Mitidja, i els dos caps van cridar Abu-Zayyan i el van proclamar sultà a Alger. El cap dels Thalebaa li donava suport i el va fer proclamar subirà per tot el Maghreb central (1376). Abu Hammu es va posar en campanya i el va derrotar el 1377 dispersant les forces rebels. El marínida Abu-l-Abbàs Àhmad ibn Ibrahim (1374-1384) en la repressió d'una revolta (1377-1378) va crear el Muluya (1378) i Abu Hammu II, atemorit, es va declarar el seu vassall.
El 1378 Abu Zayyan, cridat per les tribus àrabs, Abu Zayyan va agafar la direcció d'un nova revolta. El sultà va iniciar altre cop la campanya que va encarregar al seu fill Abd-ar-Rahman Abu-Taixufin (després Abu-Taixufín II) que va derrotar els rebels que van patir fortes pèrdues però Abu Zayyan encara es va fer proclamar sultà a El Djazair-Béni-Mezghana (Alger) amb el suport de la tribus Thaaliba de la Mitidja. Abu-Hammu va marxar amb noves tropes en suport del seu fill però els rebels no el van esperar en camp obert sinó que es van retirar ca les muntanyes de Titeri, amb els Hoceïne; van ser necessàries operacions regular per reduir la revolta fins que al mes de juny els rebels van demanar l'aman; Abu Hamma va assolar la Mitidja que havia donat suport al rebel i va exigir l'entrega del rebel que es va retirar a Righ, després a Nafta al Djerid, i finalment a Tozeur al costat de lbn Yemloul, passant més tard al palau reial hàfsida on va restar definitivament.
Abans de 1382 els marínides estaven en guerra civil amb l'aixecament d'alguns pretendents contra Abu-l-Abbàs Àhmad ibn Ibrahim i Abu Hammu va aprofitar per devastar la vall del riu Muluya i assetjar Taza, però finalment es va retirar quan Abu-l-Abbàs Àhmad ibn Ibrahim es va imposar als pretendents revoltats. Consolidat a Fes el sultà marínida va prendre revenja envaint Tlemcen el 1383. Abu Hammu va fugir de la capital de nit i l'exèrcit marínida la va saquejar; però dificultats internes van aconsellar una ràpida tornada a Fes (poc després, el 1384, era enderrocat per Abu-Faris Mussa ibn Faris i Abu Hammu II va tornar a una Tlemcen en ruïnes.
Els darrers anys de la seva vida va estar enfrontar amb el seu fill Abu Taixufín que finalment el va poder enderrocar i empresonar al gener del 1387. Abu Hammu II fou enviat a Orà i Abu Taixufín II es va proclamar sultà i va sortir a combatre els seus germans Muhàmmad al-Múntasir (governador d'Orà), Muhàmmad Abu-Zayyan (governador de Dellys) i Umar (lloctinent de Muhàmmad al-Múntasir) que s'havien fet forts a les muntanyes de Titeri, al país dels Hocein. Llavors Abu Hammu II va aconseguir fugir i va retornar a Tlemcen on fou reconegut com a sultà. Abu-Taixufín va retornar i va entrar a Tlemcen; Abu Hammu es va refigiar a la mesquita però fou fet presoner i empresonat altre cop al mateix palau; al cap d'un temps va demanar permís al seu fill per anar a fer el pelegrinatge i establir-se a una ciutat santa d'Aràbia i li fou concedit. Un vaixell català que anava a Alexandria (des d'on havia d'anar a la Meca) fou contractat per portar al sultà; però durant el viatge per mar, Abu Hammu va subornar el capità català, va fer presoner el seu guardià i fou desembarcat a Bugia on fou acollit per Abu l-Abbàs fill d'Abu Abd Al·lah Muhàmmad (fill d'Abu-l-Abbàs Àhmad III 1370-1394) que li va donar ajut i escorta i es va poder reunir amb els seus fills Muhàmmad al-Múntasir, Umar i Muhàmmad Abu-Zayyan que mantenien la resistència a la part oriental de l'estat. Arribat a la Mitidja va reunir les tribus àrabs i va formar un exèrcit amb el qual va marxar a Tlemmcen; es va aturar prop d'Oudja però les forces del seu fill el van fer recular fins a l'Oued Za; però amb el suport dels Ahlaf, Abu Hammu va poder entrar a la fortalesa de Mama, prop d'Oudja; progressivament les tribus van abandonar a Abu Taixufín II, el qual va fugir de Tlemcen cap al desert i després a Fes per demanar ajut als marínides i Abu Hammu va entrar triomfant a Tlemcen (juliol/agost de 1388). Poc després moria a Tlemcen Muhàmmad al-Múntasir.
Als pocs mesos (1389), al front de forces posades a la seva disposició pels marínides, Abu Taixufín II va marxar contra Tlemcen que va ocupar però en retirar-se els marínides en fou expulsat pel seu germà Umar (que estava a les ordes del seu pare); Abu Taixufín es va reunir amb les forces marínides a Taza retornant cap a l'est. Abu Hammu l'esperava a la part sud del territori dels Beni Ournid. Lliurada la batalla a al-Ghairan, prop de Sebdou, el sultà Abu Hammu ou derrotat i mort per un cavaller maghrebi que li va clavar la llança el 21 de novembre de 1389. En aquesta batalla fou fet presoner el seu fill Umar, que portat a Tlemcen, fou executat poc després. Abu Taixufín II va retornar a Tlemcen i va recuperar el tron; es va declarar vassall dels marínides i es va comprometre a pagar un tribut anual; els marroquin van retornar a Fes.
Abu Hammu va deixar uns 80 fills dels quals 16 mascles: Abu-Taixufín Abd-ar-Rahman (el successor), Muhàmmad al-Múntasir (governador d'Orà), Muhàmmad Abu-Zayyan (governador de Medea i després de Dellys), Yússuf, Umar (+1389), al-Nassir, Uthman, Faris, Abd-Al·lah, Àhmad, al-Saïd, Alí, Yakub, Abu-Bakr, Dawud i Zayyan. D'aquestos segons Bergès sis foren sultans:
- Abu-Taixufín Abd-ar-Rahman 1389-1393
- Abu-l-Hajjaj I Yússuf 1393
- Muhàmmad Abu-Zayyan II el 1393-1399
- Abu-Muhàmmad Abd-Al·lah 1399-1401 (probablement el fill Alí)
- al-Saïd 1411
- Abu-Màlik 1411-1424 i 1428-1430 (no identificat quin és entre els 16 fills)
- Abu-Abbàs Àhmad I 1431-1462 (no identificat quin és entre els 16 fills)

Va escriure un tractat de moral política. El seu secretari i historiador de la dinastia fou Yahya Ibn Khaldun assassinat el mes de ramadà del 780 (equivalent a part del desembre del 1378 i part del gener del 1379) per instigació d'Abu Taixufín.